# Mitchell Watt (basket-ball)
Pour les articles homonymes, voir Watt (homonymie).
Mitchell Watt, né le 14 décembre 1989 à Goodyear en Arizona, est un joueur américain de basket-ball.

## Palmarès
- Vainqueur de la Coupe d'Italie 2020
- Champion d'Italie 2018-2019